# مات ماك إيوان
مات ماك إيوان (بالإنجليزية: Matt McEwan)‏ (15 فبراير 1991 في نيوزيلندا - ) هو لاعب كريكت نيوزلندي.

## وصلات خارجية
- مات ماك إيوان على موقع إي آس بي آن كريك إنفو (الإنجليزية)